# كرة السلة الأوروبية.كوم
كرة السلة الأوروبية.كوم هو موقع ويب من نوع موقع ويب حول الرياضات أنشئ في 1997، وهو متوفر باللغة الإنجليزية.

## وصلات خارجية
- الموقع الرسمي